# Gewöhnlicher Aufenthalt
Der gewöhnliche Aufenthalt einer Person ist ein Rechtsbegriff, der ein tatsächliches Verhältnis beschreibt.
Der gewöhnliche Aufenthalt ist Anknüpfungspunkt für zahlreiche Rechtsfolgen, so beispielsweise im Steuerrecht, im Schadenersatzrecht, im Kollisionsrecht oder im Familienrecht oder im Sozialrecht.

## Der gewöhnliche Aufenthalt auf europäischer Ebene
Der gewöhnliche Aufenthalt einer Person ist nach der Regel Nr. 9 der Entschließung des Ministerkomitees des Europarates (72) I vom 18. Januar 1972 zur Vereinheitlichung der Rechtsgrundbegriffe „Wohnsitz“ und „Aufenthalt“ dort gegeben, wo die Dauer und die Beständigkeit des Aufenthaltes sowie andere Umstände persönlicher und beruflicher Natur die dauerhafte Beziehung zwischen einer Person und ihrem Aufenthalt anzeigen. Danach sind die freiwillige Begründung eines Aufenthaltes und die Absicht des Betreffenden, diesen Aufenthalt beizubehalten, keine Voraussetzungen für das Bestehen eines Aufenthaltes oder eines gewöhnlichen Aufenthaltes. Die Absichten einer Person können aber bei der Bestimmung, ob sie einen Aufenthalt haben und welcher Art dieser Aufenthalt ist, berücksichtigt werden. Diese Entschließung kann bei der Auslegung des Begriffes „gewöhnlicher Aufenthalt“ als Entscheidungshilfe dienen.

## Der gewöhnliche Aufenthalt im deutschen Recht
Im deutschen Recht wird der gewöhnliche Aufenthalt in zahlreichen Vorschriften vorausgesetzt, so z. B. in Art. 5 Abs. 2 und 3 EGBGB, § 20 ZPO, § 98 Abs. 1 Nr. 2 bis 4 FamFG oder § 3 Abs. 1 VwVfG. Meist dient er zur Feststellung einer gerichtlichen oder behördlichen Zuständigkeit oder der inländischen Steuerpflicht. Die verschiedenen Funktionen, die der Begriff des gewöhnlichen Aufenthaltes zu erfüllen hat, können dazu führen, dass er nicht einheitlich zu verstehen ist.
Legaldefinitionen des gewöhnlichen Aufenthaltes sind nur in § 30 Abs. 3 S. 2 des Ersten Buches Sozialgesetzbuch (SGB I), § 10a Abs. 3 S. 1 Asylbewerberleistungsgesetz (AsylbLG) und § 9 Abgabenordnung (AO) enthalten. Gemeinsam heißt es: „Den gewöhnlichen Aufenthalt hat jemand dort, wo er sich“ bzw. „[als] gewöhnlicher Aufenthalt [...] gilt der Ort, an dem sich jemand unter Umständen aufhält, die erkennen lassen, dass er an diesem Ort oder in diesem Gebiet nicht nur vorübergehend verweilt.“ Ergänzt wird dies im AsylbLG und der AO durch die nahezu wortgleiche Regelung in den jeweiligen Sätzen 2 und 3, wonach als gewöhnlicher Aufenthalt von Beginn an ein zeitlich zusammenhängender Aufenthalt von mindestens sechs Monaten Dauer anzusehen ist, wobei kurzfristige Unterbrechungen unberücksichtigt bleiben; keinen gewöhnlichen Aufenthalt begründen nach dem Willen des Gesetzgebers hingegen Aufenthalte, die ausschließlich zum Zweck des Besuchs, der Erholung, der Kur oder ähnlichen privaten Zwecken erfolgen und nicht länger als ein Jahr dauern.
Er wird durch ein tatsächliches längeres und nicht nur vorübergehendes Verweilen begründet und zwar dort, wo der Schwerpunkt der sozialen Kontakte, der so genannte Daseinsmittelpunkt zu suchen ist, insbesondere in familiärer und beruflicher Hinsicht. Entscheidende Kriterien nach dem Bundesgerichtshof hierfür sind die Dauer und Beständigkeit des Aufenthaltes, was objektiv anhand der tatsächlichen Verhältnisse zu ermitteln ist.
Nach sozialgerichtlicher Rechtsprechung orientiert sich der gewöhnliche Aufenthalt überwiegend an tatsächlichen Merkmalen. Die Beurteilung hat in einer Vorausschau zu erfolgen, wobei ein bisheriger längerer Aufenthalt ein Indiz für den gewöhnlichen Aufenthalt sein kann. Ein Spätaussiedler kann nach verwaltungsrechtlicher Rechtsprechung auch in einem Übergangswohnheim einen gewöhnlichen Aufenthalt begründen, wenn er dort „im Sinne eines zukunftsoffenen Aufenthaltes bis auf weiteres“ dort verbleibt.
Auch im Steuerrecht ist an äußere Merkmale anzuknüpfen; es kommt nur auf einen natürlichen Willen an, Geschäftsfähigkeit wird nicht vorausgesetzt. Jedenfalls im Steuerrecht begründet auch ein Zwangsaufenthalt einen gewöhnlichen Aufenthalt, z. B. im Strafvollzug oder einem Unfallkrankenhaus. Körperliche Anwesenheit ist erforderlich. Der gewöhnliche Aufenthalt wird beendet, wenn der Betroffene am besagten Ort nicht mehr verweilt und auch nicht mehr den Willen zur Rückkehr hat.
Gewöhnlicher Aufenthalt ist hiernach an dem Ort gegeben, an dem der Betroffene sich tatsächlich, und zwar nicht nur vorübergehend (z. B. besuchsweise), sondern für eine gewisse Dauer aufhält. Der Ort muss der Lebensmittelpunkt sein, der Ort also, zu dem die stärkeren beruflichen, familiären und sozialen Bindungen bestehen als zu jedem anderen Ort. Dies kann auch ein Pflegeheim sein. Ordnungsbehördliche Anmeldung nach Landesmeldegesetz ist nicht maßgebend, allenfalls ein Indiz. Gleichgültig ist vorübergehende Abwesenheit, z. B. durch Urlaub, Reise, Krankenhausaufenthalt.
Eine bestimmte Frist für das Kriterium der Dauer gibt es nicht. Als Faustregel wird aber von sechs Monaten ausgegangen. Vor allem bei Minderjährigen genügt nach der Rechtsprechung schon ein Aufenthalt von sechs Monaten in einem anderen Staat, um eine Eingliederung in die neue soziale Umwelt im Sinne des Begriffes des Daseinsmittelpunktes anzunehmen.
Der Aufenthaltswille des Betroffenen oder – im Fall von Minderjährigen – sogar ein entgegenstehender Wille der Sorgeberechtigten ist grundsätzlich unbeachtlich für die Begründung des gewöhnlichen Aufenthaltes. Er wird aber in bestimmten Fällen ergänzend zur Ermittlung des gewöhnlichen Aufenthaltes herangezogen:
- Wenn der Betroffene bei einer sehr kurzen Aufenthaltsdauer den Willen hat, seinen gewöhnlichen Aufenthalt, d. h. eine Eingliederung in die sozialen Verhältnisse vor Ort zu begründen, wird dieser Wille berücksichtigt und führt zur Neubegründung des gewöhnlichen Aufenthaltes. Hier verhilft das subjektive Kriterium des Aufenthaltswillens dazu, das an sich objektive Kriterium der Dauer zu kompensieren und den Wechsel des Daseinsmittelpunktes dennoch zu bejahen. Die Ermittlung des Aufenthaltswillens wird aber vorrangig an tatsächlichen Gegebenheiten vorzunehmen sein, um willkürliche Festlegungen des Betroffenen und damit die Möglichkeit eines vorschnellen Wechsels des gewöhnlichen Aufenthaltes auszuschließen. Insbesondere können die tatsächlichen Umstände vor Ort beachtlich werden, wenn sie dem Aufenthaltswillen entgegenstehen, hier vor allem wenn der beabsichtigte längerfristige Aufenthalt nach fremdenrechtlichen Bestimmungen ersichtlich unzulässig ist (z. B. bei offensichtlich unbegründetem Asylantrag).  Die spätere Neubegründung des gewöhnlichen Aufenthaltes durch Wechsel des Daseinsmittelpunktes anhand der objektiven Kriterien von Dauer und Beständigkeit (z. B. durch entsprechenden Zeitablauf bei jahrelangem Aufenthalt von Asylbewerbern im Inland) wird davon aber nicht berührt.
- Auch bei zeitweiliger Abwesenheit wird kein Wechsel des gewöhnlichen Aufenthaltes vollzogen, sofern ein Rückkehrwille des Betroffenen besteht. Auch hier wird dieser Rückkehrwille aber wiederum unter Einbeziehung äußerer Umstände objektivierbar ermittelt.

Durch einen von vorneherein nur als vorübergehend, wenn auch für längere Zeit angelegten Aufenthalt, wird regelmäßig kein gewöhnlicher Aufenthalt begründet. Auch ein längerer Klinikaufenthalt bewirkt deshalb in der Regel nicht, dass die Klinik anstelle der bisherigen Wohnung zum gewöhnlichen Aufenthalt des Betroffenen führt. Dies gilt aber nur, wenn der Klinikaufenthalt nicht dauerhaft sein soll und eine Rückkehrabsicht besteht. Das OLG Karlsruhe stellte jedenfalls fest, dass Klinikaufenthalte selbst dann, wenn der Betreute ein oder gar zwei Jahre von seinem bisherigen Lebensmittelpunkt ferngehalten würde, nicht dazu führen, dass der Lebensmittelpunkt am Klinikort besteht.
Auch bei einem durch Krankheit erzwungenen, längeren Aufenthalt in einer Reha-Einrichtung führt dieser jedenfalls dann nicht zu einem neuen gewöhnlichen Aufenthalt, wenn eine Absicht, einen neuen Daseinsmittelpunkt zu schaffen, nicht erkennbar ist, vielmehr soziale Bindungen an den bisherigen Aufenthaltsort bestehen und noch nicht aufgegeben sind. Dies kann z. B. durch zwischenzeitliche kürzere Aufenthalte in der eigenen Wohnung nachgewiesen sein.
Strittig ist, ob durch länger dauernde Strafhaft ein gewöhnlicher Aufenthalt begründet wird. Internatsaufenthalte führen jedenfalls auch dann zu keinem gewöhnlichen Aufenthalt, wenn während der Schulzeit dort übernachtet wird.
Demgegenüber begründet dauerhafte freiheitsentziehende Unterbringung auch gegen den Willen des Betroffenen am Unterbringungsort einen gewöhnlichen Aufenthalt. Dies gilt insbesondere dann, wenn nicht erkennbar ist, ob und ggf. wann der Betroffene überhaupt entlassen werden kann, die Entlassungsmöglichkeit also rein abstrakt und natürlich vor allem dann, wenn eine Rückkehr gänzlich ausgeschlossen ist. Auch muss dies gelten, wenn kein anderer Daseinsmittelpunkt als der Ort der Haft oder sonstigen Unterbringung mehr besteht und ungewiss ist, ob und ggf. wo ein solcher zukünftig begründet werden kann. Hier reicht auch ein erst kurzer Aufenthalt aus, wenn dieser auf Dauer angelegt ist.
Anders als im Steuerrecht ist es möglich, dass mehrere gewöhnliche Aufenthalte gleichzeitig gegeben sind, auch wenn dies eine Ausnahme sein dürfte.

## Der gewöhnliche Aufenthalt im österreichischen Recht
Im österreichischen Recht ist der gewöhnliche Aufenthalt im § 66 Abs. 2 JN definiert und stellt allein auf faktische Umstände ab, ohne ein Willenselement vorauszusetzen.
Fraglich ist, wie viel Zeit vergehen muss, um von einem gewöhnlichen Aufenthalt zu sprechen. Der OGH sprach in familienrechtlichen Entscheidungen von einer Mindestdauer von sechs Monaten, was aber auch mit den Auswirkungen auf die Gerichtszuständigkeit zusammenhängt. Eine Mindestdauer eines Aufenthalts ist nämlich dem § 66 JN nicht zu entnehmen.
In schadenersatzrechtlichen Entscheidungen hat der OGH das Vorliegen eines gewöhnlichen Aufenthaltes differenzierter begründet. So kann der „gewöhnliche Aufenthalt“ einerseits durch die tatsächliche Dauer des Aufenthaltes und die dadurch tatsächlich entstandenen Bindungen begründet werden, andererseits kann ein gewöhnlicher Aufenthalt auch durch die voraussichtliche Dauer des Aufenthaltes und die zu erwartende Integration entstehen. Ergibt sich nämlich aus den Umständen, dass ein Aufenthalt auf eine längere Zeitspanne angelegt ist und künftig anstelle des bisherigen Daseinsmittelpunkt sein soll, so wird der neue gewöhnliche Aufenthalt auch ohne Ablauf einer entsprechenden Zeitspanne begründet.